# Idioma oriya
El oriya u odia es la lengua oficial del estado indio de Orissa. 
La escritura oriya, que como todos los sistemas de escritura devanagari es, hablando estrictamente, más un abúgida que un alfabeto, se usa para escribir las lenguas oriya, Adivasi Oriya, Duruwa, Ho (Orissa), Khondi (Kui), Koya, y el Santali. Recuerda un poco a las escrituras devánagari y bengalí. Sus dígitos son algo diferentes de los correspondientes en devánagari.

## Historia
El oriya es una lengua indoaria oriental perteneciente a la familia de las lenguas indoarias. Se cree que desciende directamente de un Odra Prakrit, que se hablaba en el este de la India hace más de 1.500 años, y es la principal lengua utilizada en los primeros textos jainistas y budistas. El oriya parece haber tenido relativamente poca influencia del persa y del árabe, en comparación con otras lenguas indoarias importantes.

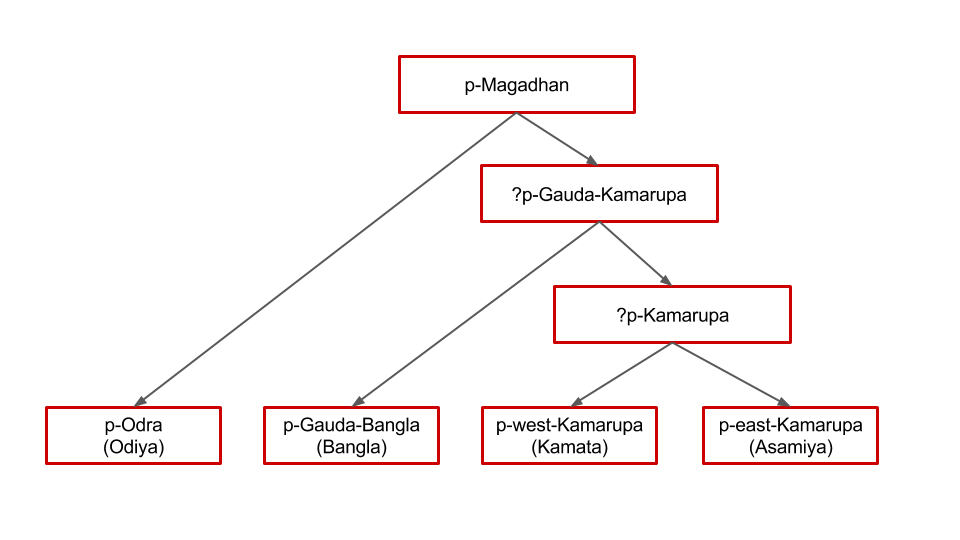
Las proto-lenguas del Magadhan oriental; la división y la descendencia del Proto-Odra (Odra Prakrit), el ancestro de la lengua oriya moderna, del Proto-Magadhan (Magadhi Prakrit)

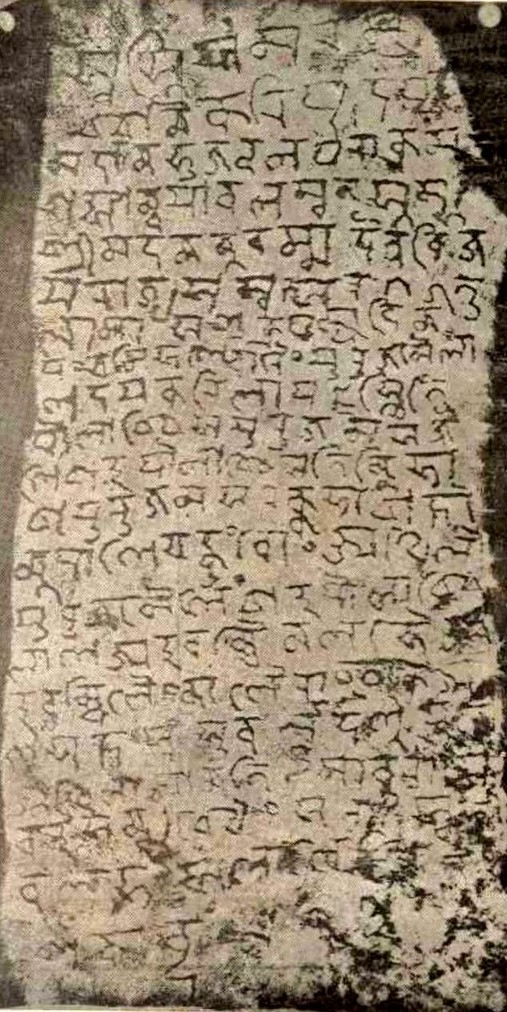
Inscripción de Urajam en oriya antiguo, carta real de la dinastía Ganga Oriental (1051 CE)

La historia de la lengua oriya se divide en épocas:
- Proto oriya (siglo XII y anteriores): Las inscripciones del siglo X en adelante proporcionan evidencia de la existencia de la lengua oriya antigua, aunque la primera inscripción conocida que realmente contiene líneas en oriya está fechada en 1249 CE.[3]
- Oriya medio temprano (1200-1400): El uso más temprano de la prosa se encuentra en el Madala Panji del templo de Jagannath en Puri, que data del siglo XII. Obras como Shishu Veda, Amara Kosha, Gorakha Samhita, Kalasha Chautisha y Saptanga están escritas en esta forma de oriya.[4][5][6]
- Oriya medio (1400-1700): Sarala Das escribe el Vilanka Ramayana.[7][8] Hacia el siglo XVI, surgieron poetas en torno al líder Vaishnava Achyutananda, estos cinco poetas son Balaram Das, Jagannatha Das, Achyutananda, Ananta Das y Jasobanta Das.
- Oriya medio tardío (1700-1850): Se escribió el Ushabhilasa de Sisu Sankara Das, el Rahasya Manjari de Deba Durlabha Dasa y el Rukmini Bibaha de Kartika Dasa. Una nueva forma de poemas épicos métricos (llamados Chhanda-Kabya) evolucionó a principios del siglo XVII cuando Ramachandra Pattanayaka escribió Haravali. Upendra Bhanja desempeñó un papel destacado en este periodo: sus creaciones Baidehisha Bilasa, Koti Brahmanda Sundari y Labanyabati fueron hitos en la literatura de Odia. El Rasokallola de Dinakrushna Das y el Bidagdha Chintamani de Abhimanyu Samanta Singhara son kavyas destacados de esta época. Al final de la época surgieron cuatro poetas importantes: Baladeba Rath, Bhima Bhoi, Brajanath Badajena y Gopala Krushna Pattanaik.
- Oriya moderno (1850 hasta la actualidad) La primera tipografía en oriya fue desarrollada en 1836 por los misioneros cristianos, lo que supuso una gran revolución en la literatura y la lengua de Orisa.

## Oriya en Unicode
El rango Unicode para el Oriya es 0B00-0B80, pero las fracciones son utilizadas solo en FreeSerif y Unifont.
|     |  | 0 | 1 | 2 | 3 | 4 | 5 | 6 | 7 | 8 | 9 | A | B | C | D | E | F |
| B00 |  |   | ଁ  | ଂ  | ଃ  | ଄ | ଅ | ଆ | ଇ | ଈ | ଉ | ଊ | ଋ | ଌ | ଍ | ଎ | ଏ |
| B10 |  | ଐ | ଑ | ଒ | ଓ | ଔ | କ | ଖ | ଗ | ଘ | ଙ | ଚ | ଛ | ଜ | ଝ | ଞ | ଟ |
| B20 |  | ଠ | ଡ | ଢ | ଣ | ତ | ଥ | ଦ | ଧ | ନ | ଩ | ପ | ଫ | ବ | ଭ | ମ | ଯ |
| B30 |  | ର | ଱ | ଲ | ଳ | ଴ | ଵ | ଶ | ଷ | ସ | ହ | ଺ | ଻ | ଼  | ଽ | ା  | ି  |
| B40 |  | ୀ  | ୁ  | ୂ  | ୃ  | ୄ  | ୅ | ୆ | େ  | ୈ  | ୉ | ୊ | ୋ  | ୌ  | ୍  | ୎ | ୏ |
| B50 |  | ୐ | ୑ | ୒ | ୓ | ୔ | ୕  | ୖ  | ୗ  | ୘ | ୙ | ୚ | ୛ | ଡ଼ | ଢ଼ | ୞ | ୟ |
| B60 |  | ୠ | ୡ | ୢ  | ୣ  | ୤ | ୥ | ୦ | ୧ | ୨ | ୩ | ୪ | ୫ | ୬ | ୭ | ୮ | ୯ |
| B70 |  | ୰ |   |   |   |   |   |   |   |   |   |   |   |   |   |   |   |

## Literatura
La literatura más antigua en lengua oriya se remonta a las Charyapadas compuestas en los siglos VII al IX. Antes de Sarala Das, las obras más importantes de la literatura oriya son el Shishu Veda, Saptanga, Amara Kosha, Rudrasudhanidhi, Kesaba Koili, Kalasha Chautisha, etc.  En el siglo XIV, el poeta Sarala Das escribió el Sarala Mahabharata, el Chandi Purana y el Vilanka Ramayana, en alabanza a la diosa Durga. Rama-Bibaha, escrito por Arjuna Dasa, fue el primer poema largo escrito en lengua oriya.
La siguiente época se denomina Edad de Panchasakha y se extiende hasta el año 1700. Este periodo comienza con los escritos de Shri Chaitanya Mahaprabhu, cuya influencia vaishnava supuso una nueva evolución en la literatura de Odia. Entre las obras religiosas más destacadas de la Era Panchasakha se encuentran las de Balarama Dasa, Jagannatha Dasa, Yasovanta, Ananta y Acyutananda. Los autores de este periodo tradujeron, adaptaron o imitaron principalmente la literatura sánscrita. Otras obras destacadas de la época son el Usabhilasa de Sisu Sankara Dasa, el Rahasya-manjari de Debadurlabha Dasa y el Rukmini-bibha de Kartikka Dasa. Una nueva forma de novela en verso se desarrolló a principios del siglo XVII cuando Ramachandra Pattanayaka escribió Haravali. Otros poetas como Madhusudana, Bhima Bhoi, Dhivara, Sadasiva y Sisu Isvara-dasa compusieron otra forma llamada kavyas (poemas largos) basados en temas de los Puranas, con énfasis en un lenguaje llano y sencillo.
Sin embargo, durante la Era Bhanja (también conocida como la Era de Riti Yuga), a partir de finales del siglo XVIII, el oriya verbalmente tramposo se puso a la orden del día. Los malabares verbales y el erotismo caracterizan el periodo entre 1700 y 1850, sobre todo en las obras del poeta homónimo de la época, Upendra Bhanja (1670-1720). La obra de Bhanja inspiró a muchos imitadores, de los cuales el más notable es Arakshita Das. Las crónicas familiares en prosa que relatan las fiestas religiosas y los rituales también son características de la época.
La primera tipografía en oriya fue realizada en 1836 por misioneros cristianos. Aunque la escritura manuscrita de Odia de la época se asemejaba mucho a las escrituras bengalí y asamesa, la adoptada para las tipografías impresas era significativamente diferente, inclinándose más hacia la escritura tamil y la escritura telugu. Amos Sutton publicó una Biblia en oriya (1840), un diccionario en oriya (1841-43) y[61] una gramática introductoria del oriya (1844)[62].
El oriya tiene un rico patrimonio literario que se remonta al siglo XIII. Sarala Dasa, que vivió en el siglo XIV, es conocido como el Vyasa de Odisha. Tradujo el Mahabharata a Odia. De hecho, la lengua se estandarizó inicialmente mediante un proceso de traducción de textos sánscritos clásicos como el Mahabharata, el Ramayana y el Srimad Bhagabata Gita. La traducción del Srimad Bhagabata Gita por Jagannatha Dasa influyó especialmente en la forma escrita de la lengua. El odia ha tenido una fuerte tradición poética, especialmente de poesía devocional.
Otros eminentes poetas de oriya son Kabi Samrat Upendra Bhanja y Kabisurya Baladev Ratha.
La literatura clásica oriya está indisolublemente ligada a la música, y la mayor parte de ella fue escrita para cantar, al ritmo de los ragas y talas tradicionales de Odissa. Estas composiciones forman el núcleo del sistema de música Odissa, la música clásica del estado.
La prosa en esta lengua ha tenido un desarrollo tardío.
Tres grandes poetas y prosistas, Kabibar Radhanath Ray (1849-1908), Fakir Mohan Senapati (1843-1918) y Madhusudan Rao (1853-1912) hicieron suyo el oriya. Introdujeron una perspectiva y un espíritu modernos en la literatura oriya. Alrededor de la misma época, el drama moderno nació en las obras de Rama Sankara Ray, empezando por Kanci-Kaveri (1880).
Entre los contemporáneos de Fakir Mohan, cuatro novelistas merecen una mención especial: Aparna Panda, Mrutyunjay Rath, Ram Chandra Acharya y Brajabandhu Mishra. Kalavati, de Aparna Panda, y Basanta Malati, de Brajabandhu Mishra, se publicaron en 1902, el año en que salió a la luz Chha Mana Atha Guntha en forma de libro. Basanta Malati, de Brajabandhu Mishra, publicado por Bamanda, describe el conflicto entre un joven pobre pero muy educado y una joven rica y muy egoísta cuya vida conyugal se ve gravemente afectada por los choques de ego. A través de una historia de unión, separación y reencuentro, el novelista delinea el estado psicológico de una joven separada de su marido y examina el significado del matrimonio como institución social en la sociedad india tradicional. Ram Chandra Acharya escribió unas siete novelas durante 1924-1936. Todas sus novelas son romances históricos basados en los acontecimientos históricos de Rajastán, Maharashtra y Odisha. La novela de Mrutyunjay Rath, Adbhuta Parinama, publicada en 1915, se centra en un joven hindú que se convierte al cristianismo para casarse con una chica cristiana.
Uno de los grandes escritores del siglo XX fue Pandit Krushna Chandra Kar (1907-1995), de Cuttack, que escribió muchos libros para niños como Pari Raija, Kuhuka Raija, Panchatantra, Adi Jugara Galpa Mala, etc. La Academia Sahitya lo felicitó por última vez en el año 1971-72 por sus contribuciones a la literatura odia, el desarrollo de la ficción infantil y las biografías.
Uno de los escritores más destacados de los siglos XX y XXI fue Muralidhar Mallick (1927-2002). Su contribución a las novelas históricas está más allá de las palabras. La Academia Sahitya lo felicitó por última vez en 1998 por su contribución a la literatura odia. Su hijo Khagendranath Mallick (nacido en 1951) también es escritor. Su contribución a la poesía, la crítica, los ensayos, los cuentos y las novelas es encomiable. Fue presidente de Utkal Kala Parishad y también de Odisha Geeti Kabi Samaj. Actualmente es miembro del Comité Ejecutivo de Utkal Sahitya Samaj. Otro ilustre escritor del siglo XX fue Chintamani Das. Destacado académico, escribió más de 40 libros, entre ellos obras de ficción, relatos cortos, biografías y libros de cuentos para niños. Nacido en 1903 en la aldea de Sriramachandrapur, en el bloque de Satyabadi, Chintamani Das es el único escritor que ha escrito biografías de los cinco "Pancha Sakhas" de Satyabadi: Pandit Gopabandhu Das, Acharya Harihara, Nilakantha Das, Krupasindhu Mishra y Pandit Godabarisha. Tras haber sido director del departamento de Odia del Khallikote College de Berhampur, Chintamani Das fue galardonado con el Sahitya Akademi Samman en 1970 por su destacada contribución a la literatura de Odia en general y de Satyabadi Yuga en particular. Algunas de sus conocidas creaciones literarias son "Bhala Manisha Hua", "Manishi Nilakantha", "Kabi Godabarisha", "Byasakabi Fakiramohan", "Usha", "Barabati".
Entre los escritores del siglo XX en oriya se encuentran Pallikabi Nanda Kishore Bal, Gangadhar Meher, Chintamani Mahanti y Kuntala Kumari Sabat, además de Niladri Dasa y Gopabandhu Das. Los novelistas más destacados fueron Umesa Sarakara, Divyasimha Panigrahi, Gopala Chandra Praharaj y Kalindi Charan Panigrahi. Sachi Kanta Rauta Ray es el gran introductor del estilo ultramoderno en la poesía odia moderna. Otros que adoptaron esta forma fueron Godabarisha Mohapatra, Mayadhar Mansingh, Nityananda Mahapatra y Kunjabihari Dasa. Prabhasa Chandra Satpathi es conocido por sus traducciones de algunos clásicos occidentales, además de Udayanatha Shadangi, Sunanda Kara y Surendranatha Dwivedi. La crítica, el ensayo y la historia también se convirtieron en importantes líneas de escritura en lengua oriya. Entre los escritores más destacados en este campo se encuentran el profesor Girija Shankar Ray, Pandit Vinayaka Misra, el profesor Gauri Kumara Brahma, Jagabandhu Simha y Harekrushna Mahatab. La literatura de Odia refleja la imagen laboriosa, pacífica y artística del pueblo de Odia, que ha ofrecido y regalado mucho a la civilización india en el campo del arte y la literatura. Las creaciones de los escritores Manoj Das motivaron e inspiraron a la gente hacia un estilo de vida positivo. Entre los escritores de prosa más destacados del periodo moderno se encuentran Baidyanath Misra, Fakir Mohan Senapati, Madhusudan Das, Godabarisha Mohapatra, Kalindi Charan Panigrahi, Surendra Mohanty, Manoj Das, Kishori Charan Das, Gopinath Mohanty, Rabi Patnaik, Chandrasekhar Rath, Binapani Mohanty, Bhikari Rath, Jagadish Mohanty, Sarojini Sahoo, Yashodhara Mishra, Ramchandra Behera, Padmaja Pal. Pero es la poesía la que hace de la literatura moderna de Odia una fuerza a tener en cuenta. Poetas como Kabibar Radhanath Ray, Sachidananda Routray, Guruprasad Mohanty, Soubhagya Misra, Ramakanta Rath, Sitakanta Mohapatra, Rajendra Kishore Panda, Pratibha Satpathy han hecho importantes contribuciones a la poesía india.
La novela de Anita Desai, Translator Translated, de su colección The Art of Disappearance, presenta a un traductor de un escritor ficticio de cuentos en oriya; la novela contiene un debate sobre los peligros de traducir al inglés obras compuestas en lenguas regionales indias.
Cuatro escritores en odia -Gopinath Mohanty, Sachidananda Routray, Sitakant Mahapatra y Pratibha Ray- han recibido el Jnanpith, un premio literario indio.